# Campomanesia pabstiana
Planta endêmica do estado de Goiás, no Brasil. foi descrita por Mattos & Legrand.

## Sinônimos
Esta espécie não possui sinônimo segundo o Reflora.

## Morfologia e Distribuição
Arbusto, nativo dos cerrados de Goiás. De casca fissurada com sulco delicado. Folhas entre 7.5 e 12 compr. (cm) mais da metade das folhas, domácia ausente, base aguda, margem revoluta, de pecíolos desenvolvidos. Inflorescência axilar, tipo uniflora. Flores com sépalas triangulares, botão-floral aberto com 5 lobos, com 5 pétalas e bractéolas  persistentes até os frutos. Fruto de cor verde, imaturo, e amarelo, quando maduro, 2-8 sementes por fruto.